# Rychułd

Nieoficjalny herb wsi Rychułd

Rychułd (lub Rychółd, niem. Rychuld) – dawniej samodzielna wieś, obecnie część wsi Bąków w Polsce, położona w województwie śląskim, w powiecie cieszyńskim, w gminie Strumień. 
W roku 1416 wzmiankowano po raz pierwszy Rychułd i Górny Rychułd, jest więc to osada starsza niż Bąków, który wzmiankowano w 1536. W 1440 Rychułd (lub tylko jego część) został sprzedany przez czterech synów Bolesława I Jakubkowi z Brzezowic (Brzezówki) za kwotę 50 grzywien. Do schyłku średniowiecza Rychułd pozostawał wsią szlachecką, z kolei Rychułd Górny wsią książęcą.
Na początku XVII wieku zarówno Rychułd jak i pobliski Bąków były w posiadaniu rodziny Czelów z Czechowic a od 1619 roku Bludowskich poprzez małżeństwo Fryderyka Bludowskiego z Katarzyną Czelo. Dobra te w 1737 Gottlieba Agnet, ich prawnuczka, sprzedała Christianowi Kalischowi.
Do początku XIX wieku Rychułd pozostawał samodzielny względem Bąkowa, później jednak Bąków i Rychułd posiadały wspólnego wójta i urząd gminny Bąków – Rychułd do 1945 roku.
Według austriackiego spisu ludności z 1900 w 20 budynkach w Rychułdzie mieszkało 180 osób, z czego 167 (92,8%) było polsko- a 8 (4,4%) niemieckojęzycznymi, 47 (26,1%) było katolikami, 127 (70,6%) ewangelikami a 6 (3,3%) wyznawcami judaizmu. Do 1910 roku liczba mieszkańców spadła do 177, z czego 136 (76,8%) było polsko- a 40 (22,6%) niemieckojęzycznymi, zaś według wyznania 70 (39,5%) było katolikami, 98 (55,4%) ewangelikami a 9 (5,1%) żydami.